# كفش كنان (كفشكنان)
کفش کنان (بالفارسية: کفش‌کنان) هي قرية تقع في إيران في قسم کفشکنان الريفي. يقدر عدد سكانها بـ 295 نسمة بحسب إحصاء 2016.